# Puotila
Puotila (Zweeds: Botby gård) is een station van de metro van Helsinki.
Het station, dat geopend is op 31 augustus 1998, ligt half ondergronds waarbij aan een kant een glazen wand langs de sporen is. Het is het eerste station van de oostelijke aftakking en ligt 1 kilometer ten oosten van het metrostation van Itäkeskus. 2 kilometer verderop ligt Rastila.
Kivenlahti · 
Espoonlahti · 
Soukka · 
Kaitaa · 
Finnoo · 
Matinkylä ·
Niittykumpu ·
Urheilupuisto ·
Tapiola ·
Aalto-yliopisto ·
Keilaniemi ·
Koivusaari ·
Lauttasaari ·
Ruoholahti ·
Kamppi ·
Rautatientori ·
Helsingin yliopisto ·
Hakaniemi ·
Sörnäinen ·
Kalasatama ·
Kulosaari ·
Herttoniemi ·
Siilitie · 
Itäkeskus
Noordelijke tak:
Myllypuro ·
Kontula ·
Mellunmäki
Oostelijke tak:
Puotila ·
Rastila ·
Vuosaari